# Kamikōchi-Linie
| Triebzug der Baureihe 3000 bei Niimura |                   |                              |                              |
| Streckenlänge: | 14,4 km           |                              |                              |
| Spurweite: | 1067 mm (Kapspur) |                              |                              |
| Stromsystem: | 1500 V =          |                              |                              |
| Streckengeschwindigkeit: | 50 km/h           |                              |                              |
| Zweigleisigkeit: | nein              |                              |                              |
| |                   |                              |                              |
| Gesellschaft: | Alpico Kōtsū      |                              |                              |
| \| \| \| Ōito-Linie \| 1915– \| \| \| 0,0 \| Matsumoto (松本) \| 1902– \| \| \| \| Shinonoi-Linie \| 1902– \| \| \| 0,4 \| Nishi-Matsumoto (西松本) \| 1927– \| \| \| \| Ta-gawa \| \| \| \| 1,1 \| Nagisa (渚) \| 1922– \| \| \| \| Narai-gawa \| \| \| \| 1,9 \| Shinano-Arai (信濃荒井) \| 1921– \| \| \| 2,6 \| Ōniwa (大庭) \| 1921– \| \| \| \| Nagano-Autobahn \| \| \| \| 4,4 \| Shimonii (下新) \| 1921– \| \| \| 5,4 \| Kitanii-Matsumotodaigaku-mae \| Kitanii-Matsumotodaigaku-mae \| \| \| \| (北新・松本大学前) \| 1921– \| \| \| 6,2 \| Niimura (新村) \| 1921– \| \| \| 7,6 \| Samizo (三溝) \| 1922– \| \| \| 8,6 \| Moriguchi (森口) \| 1922– \| \| \| 9,5 \| Shimojima (下島) \| 1922– \| \| \| 11,1 \| Hata (波田) \| 1922– \| \| \| 12,7 \| Endō (渕東) \| 1922– \| \| \| 14,4 \| Shin-Shimashima (新島々) \| 1924– \| \| \| 15,7 \| Shimashima (島々) \| 1922–1983 \| |                   |                              |                              |
| Abzweig geradeaus und von rechts |                   | Ōito-Linie                   | 1915–                        |
| | 0,0               | Matsumoto (松本)             | 1902–                        |
| Strecke · Strecke nach links |                   | Shinonoi-Linie               | 1902–                        |
| Haltepunkt / Haltestelle | 0,4               | Nishi-Matsumoto (西松本)     | 1927–                        |
| Brücke über Wasserlauf |                   | Ta-gawa                      | Ta-gawa                      |
| Haltepunkt / Haltestelle | 1,1               | Nagisa (渚)                  | 1922–                        |
| Brücke über Wasserlauf |                   | Narai-gawa                   | Narai-gawa                   |
| Bahnhof | 1,9               | Shinano-Arai (信濃荒井)      | 1921–                        |
| Haltepunkt / Haltestelle | 2,6               | Ōniwa (大庭)                 | 1921–                        |
| |                   | Nagano-Autobahn              |                              |
| Haltepunkt / Haltestelle | 4,4               | Shimonii (下新)              | 1921–                        |
| Haltepunkt / Haltestelle | 5,4               | Kitanii-Matsumotodaigaku-mae | Kitanii-Matsumotodaigaku-mae |
| Strecke |                   | (北新・松本大学前)           | 1921–                        |
| Bahnhof | 6,2               | Niimura (新村)               | 1921–                        |
| Haltepunkt / Haltestelle | 7,6               | Samizo (三溝)                | 1922–                        |
| Bahnhof | 8,6               | Moriguchi (森口)             | 1922–                        |
| Haltepunkt / Haltestelle | 9,5               | Shimojima (下島)             | 1922–                        |
| Bahnhof | 11,1              | Hata (波田)                  | 1922–                        |
| Haltepunkt / Haltestelle | 12,7              | Endō (渕東)                  | 1922–                        |
| Kopfbahnhof Strecke ab hier außer Betrieb | 14,4              | Shin-Shimashima (新島々)     | 1924–                        |
| Kopfbahnhof Streckenende (Strecke außer Betrieb) | 15,7              | Shimashima (島々)            | 1922–1983                    |

Die Kamikōchi-Linie (jap. 上高地線 Kamikōchi-sen) ist eine Eisenbahnstrecke auf der japanischen Insel Honshū, die von der Bus- und Bahngesellschaft Alpico Kōtsū betrieben wird. In der Präfektur Nagano verbindet sie mehrere Ortsteile der Stadt Matsumoto miteinander.

## Streckenbeschreibung
Die 14,4 km lange Stichstrecke ist in Kapspur (1067 mm) verlegt und mit 1500 V Gleichspannung elektrifiziert. Sie bedient 14 Bahnhöfe, die zulässige Höchstgeschwindigkeit beträgt 50 km/h; mit Ausnahme von Ausweichen in vier Bahnhöfen ist sie vollständig eingleisig. Ausgangspunkt der Strecke ist der Bahnhof Matsumoto, wo zur Shinonoi-Linie und zur Ōito-Linie umgestiegen werden kann. Sie verlässt den Bahnhof in südlicher Richtung, passiert das Depot von JR East und wendet sich daraufhin nach Westen. Sie überbrückt den Fluss Narai, durchquert das flache Matsumoto-Becken und folgt dem Fluss Azusa an dessen Südseite. Sie endet in Shin-Shimashima am Ostrand des Hida-Gebirges. Dieser Bahnhof ist Ausgangspunkt mehrerer touristisch ausgerichteter Buslinien, die unter anderem ins Kamikōchi-Tal und zur Norikura-Hochebene führen.

## Zugangebot
Züge auf der Kamikōchi-Linie verkehren ungefähr alle 40 bis 60 Minuten mit Halt an allen Zwischenstationen, während der Hauptverkehrszeit alle 20 Minuten in der Lastrichtung. Es herrscht Einmannbetrieb. Reisende, die an unbesetzten Bahnhöfen ein- oder aussteigen, müssen im Zug eine nummerierte Fahrkarte ziehen und den Fahrpreis in den Automaten einwerfen. Gelegentlich werden auch thematische Sonderzüge angeboten.

## Bilder

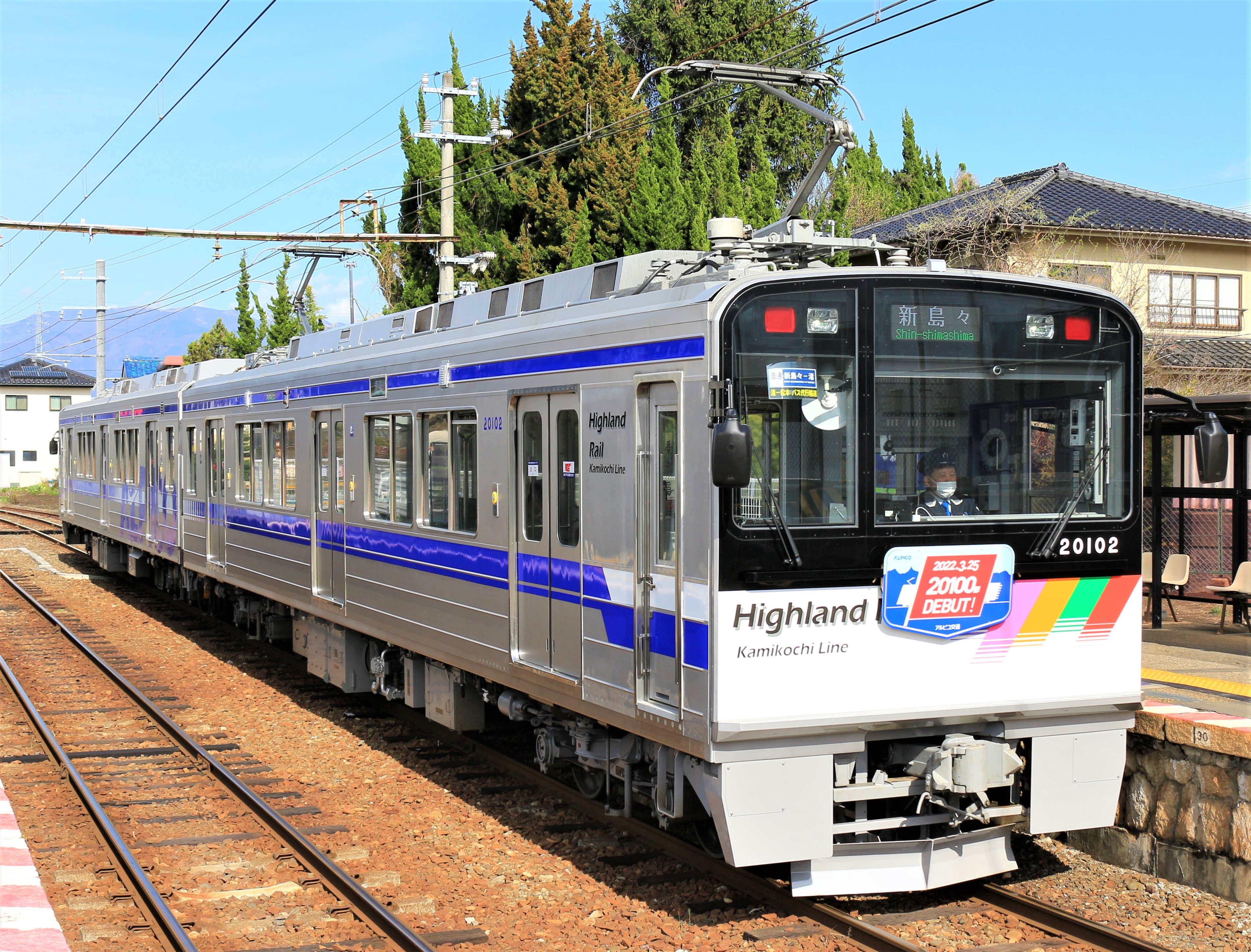
Triebzug der Baureihe 20100 in Moriguchi
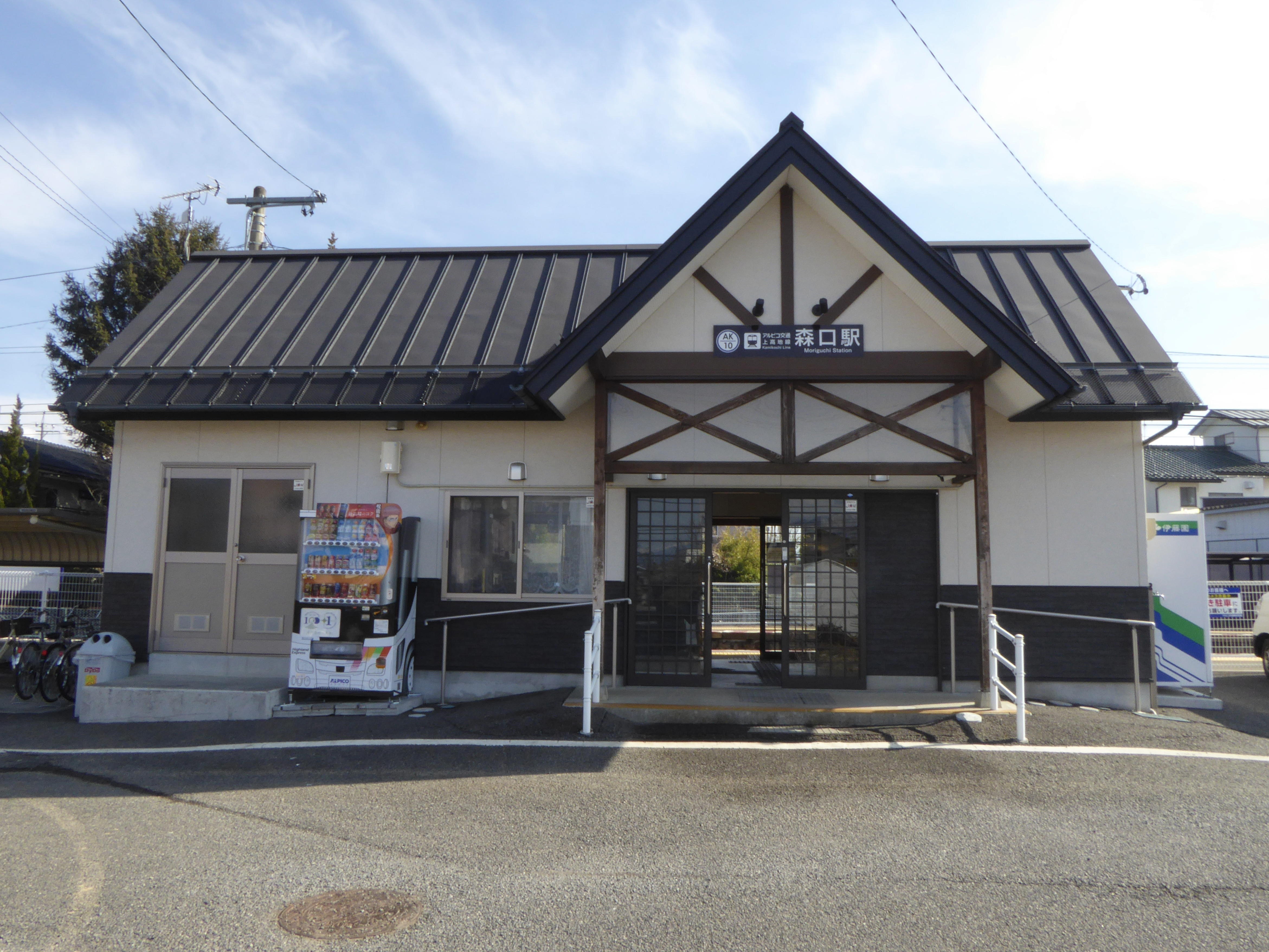
Bahnhof Moriguchi
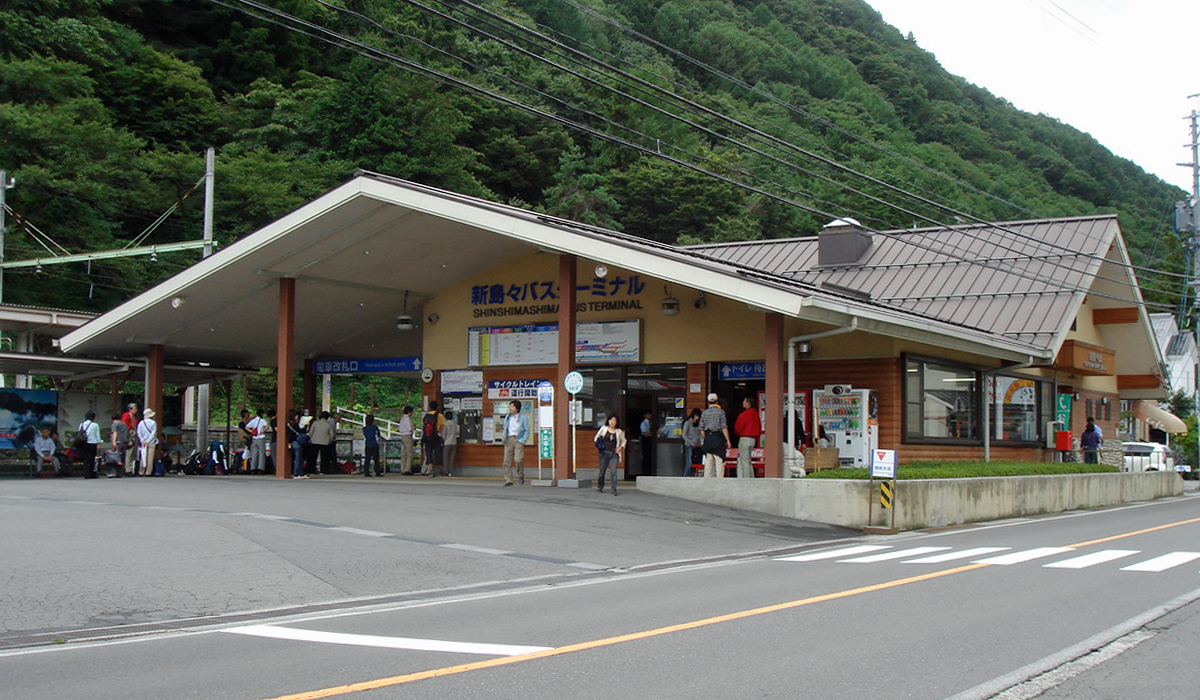
Bahnhof Shin-Shimashima
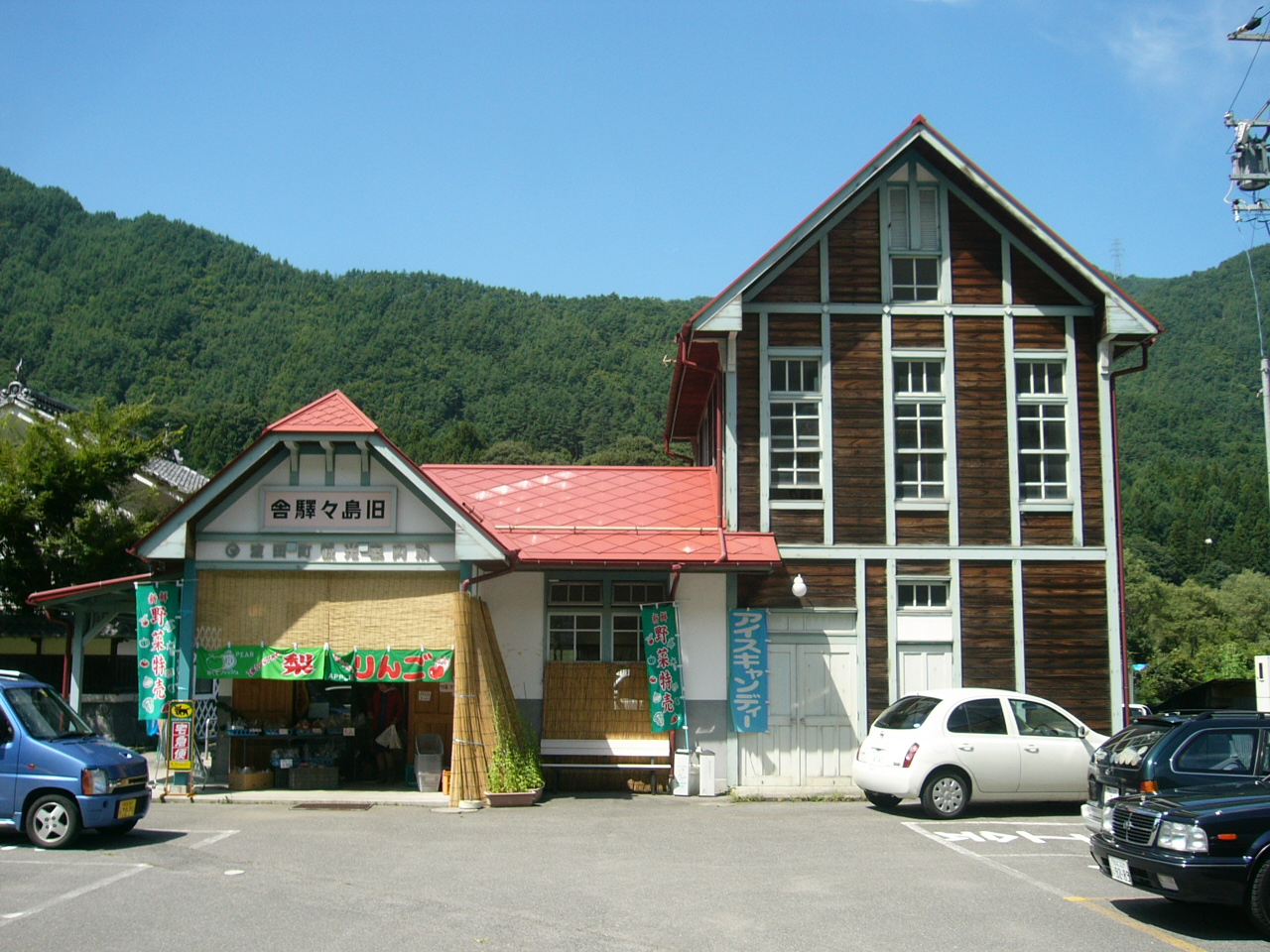
Nachbau des Bahnhofs Shimashima

## Geschichte
1915 ersuchte eine Gruppe von Geschäftsleuten um eine Lizenz für den Bau einer Bahnstrecke, die das Gebiet westlich der Stadt Matsumoto erschließen sollte, hatte aber keinen Erfolg. Auch ein zweiter Antrag im Jahr 1918 blieb ergebnislos. Die 1919 gegründete Bahngesellschaft Chikuma Tetsudō war schließlich erfolgreich und erhielt noch im selben Jahr eine Lizenz zugesprochen. Die geplante Bahnstrecke sollte nicht nur dem lokalen Verkehr dienen, sondern auch Touristen in die Nähe des landschaftlich äußerst reizvollen Kamikōchi-Hochtals bringen. Nachdem die Bauarbeiten im Januar 1921 begonnen hatten, erfolgte am 2. Oktober desselben Jahres die Inbetriebnahme des ersten Abschnitts zwischen dem Bahnhof Matsumoto und Niimura. Das daran anschließende Teilstück nach Hata kam am 3. Mai 1922 hinzu, der Abschnitt bis zur Endstation Shimashima am 26. September 1922.
Im Dezember 1932 benannte sich die Chikuma Tetsudō in Matsumoto Denki Tetsudō um. Sie erhöhte die Fahrdrahtspannung am 1. November 1957 von bisher 600 auf neu 750 V und im Januar 1962 nahm sie den ersten höhenfreien Bahnübergang in Betrieb. Der touristische Verkehr nahm laufend zu, weshalb das Unternehmen 1966 neben dem Bahnhof Shin-Shimashima einen Busbahnhof für die zahlreichen Ausflugsbusse in die Region eröffnete. Dadurch verlor die eigentliche Endstation Shimashima stark an Bedeutung, weshalb nur noch wenige Züge die gesamte Strecke befuhren und die meisten bereits in Shin-Shimashima wendeten. Der Güterverkehr wurde am 1. Dezember 1973 eingestellt. Taifun Forrest verursachte am 28. September 1983 einen Erdrutsch, der die Trasse zwischen Shin-Shimashima und Shimashima verschüttete. Die Bahngesellschaft verzichtete darauf, den 1,3 km langen Abschnitt wiederherzustellen und legte ihn am 1. Januar 1985 formell still.
Am 24. Dezember 1985 erfolgten eine weitere Erhöhung der Fahrdrahtspannung auf 1500 V und die Einführung des Einmannbetriebs. Durch Fusion mit mehreren Busunternehmen ging die Matsumoto Denki Tetsudō am 1. April 2011 im Verkehrsunternehmen Alpico Kōtsū auf. Schwere Überschwemmungen beschädigten am 14. August 2021 die Pfeiler der Tagawa-Brücke, worauf der Bahnverkehr auf der ganzen Strecke unterbrochen war. Das Teilstück westlich von Nagisa konnte zwar am 8. Oktober wiederhergestellt werden, doch auf der übrigen Strecke war noch monatelang ein Schienenersatzverkehr erforderlich. Dieser dauerte bis zur vollständigen Wiederherstellung des Abschnitts Matsumoto–Nagisa am 10. Juni 2022.

## Liste der Bahnhöfe
| Name  | Name                                            | km   | Anschlusslinien           | Lage   | Ort       |
| ----- | ----------------------------------------------- | ---- | ------------------------- | ------ | --------- |
| AK-01 | Matsumoto (松本)                                | 00,0 | Ōito-Linie Shinonoi-Linie | Koord. | Matsumoto |
| AK-03 | Nishi-Matsumoto (西松本)                        | 00,4 |                           | Koord. | Matsumoto |
| AK-03 | Nagisa (渚)                                     | 01,1 |                           | Koord. | Matsumoto |
| AK-04 | Shinano-Arai (信濃荒井)                         | 01,9 |                           | Koord. | Matsumoto |
| AK-05 | Ōniwa (大庭)                                    | 02,6 |                           | Koord. | Matsumoto |
| AK-06 | Shimonii (下新)                                 | 04,4 |                           | Koord. | Matsumoto |
| AK-07 | Kitanii-Matsumotodaigaku-mae (北新・松本大学前) | 05,4 |                           | Koord. | Matsumoto |
| AK-08 | Nimura (新村)                                   | 06,2 |                           | Koord. | Matsumoto |
| AK-09 | Samizo (三溝)                                   | 07,6 |                           | Koord. | Matsumoto |
| AK-10 | Moriguchi (森口)                                | 08,6 |                           | Koord. | Matsumoto |
| AK-11 | Shimojima (下島)                                | 09,5 |                           | Koord. | Matsumoto |
| AK-12 | Hata (波田)                                     | 11,1 |                           | Koord. | Matsumoto |
| AK-13 | Endō (渕東)                                     | 12,7 |                           | Koord. | Matsumoto |
| AK-14 | Shin-Shimashima (新島々)                        | 14,4 |                           | Koord. | Matsumoto |